# Brit Awards 2002
22 ceremonia rozdania BRIT Awards, prestiżowych nagród wręczanych przez Brytyjski Przemysł Fonograficzny odbyła się 20 lutego 2002 roku. Wydarzenie to miało miejsce po raz piąty w Earls Court w Londynie w Wielkiej Brytanii. Po raz pierwszy wręczono nagrodę w kategorii "Najlepszy album międzynarodowy".

## Nominacje i zwycięzcy
| Brytyjski album roku | Utwór roku |
| --- | --- |
| - Dido – No Angel - Craig David – Born to Do It - Gorillaz – Gorillaz - Radiohead – Kid A - Travis – The Invisible Band | - S Club 7 – "Don’t Stop Movin’" - Atomic Kitten – "Whole Again" - Bob the Builder – "Mambo No. 5" - Daniel Bedingfield – "Gotta Get Thru This" - DJ Pied Piper and the Masters of Ceremonies – "Do You Really Like It?" - Geri Halliwell – "It’s Raining Men" - Gorillaz featuring Del the Funky Homosapien – "Clint Eastwood" - Hear’Say – "Pure and Simple" - Robbie Williams – "Eternity/The Road to Mandalay" - So Solid Crew – "21 Seconds" |
| Najlepszy brytyjski artysta                                                                                             | Najlepsza brytyjska artystka |
| - Robbie Williams - Aphex Twin - Craig David - Elton John - Ian Brown                                                   | - Dido - Geri Halliwell - PJ Harvey - Sade - Sophie Ellis-Bextor |
| Najlepsza brytyjska grupa                                                                                               | Najlepszy nowy wykonawca |
| - Travis - Gorillaz - Jamiroquai - Radiohead - Stereophonics                                                            | - Blue - Atomic Kitten - Elbow - Gorillaz - Mis-Teeq - So Solid Crew - Starsailor - Tom McRae - Turin Brakes - Zero 7 |
| Najlepszy artysta międzynarodowy                                                                                        | Najlepsza artystka międzynarodowa |
| - Shaggy - Bob Dylan - Dr. Dre - Ryan Adams - Wyclef Jean                                                               | - Kylie Minogue - Alicia Keys - Anastacia - Björk - Nelly Furtado |
| Najlepszy zespół międzynarodowy                                                                                         | Najlepszy nowy wykonawca międzynarodowy |
| - Destiny’s Child - Daft Punk - Limp Bizkit - R.E.M. - The Strokes                                                      | - The Strokes - Anastacia - The Avalanches - Linkin Park - Nelly Furtado |
| Najlepszy wykonawca muzyki pop                                                                                          | Najlepszy album międzynarodowy |
| - Westlife - Blue - Hear’Say - Kylie Minogue (Australia) - S Club 7                                                     | - Kylie Minogue – Fever - Alicia Keys – Songs in A Minor - Daft Punk – Discovery - Destiny’s Child – Survivor - The Strokes – Is This It |